# 古斯塔夫·卡尔松
古斯塔夫·卡尔松（瑞典語：Gustaf Carlson，1894年7月22日—1942年8月12日），瑞典男子足球运动员，司职后卫。他曾代表瑞典国家队参加1924年夏季奥林匹克运动会足球比赛，获得一枚铜牌。